# Lepetelloidea
Lepetelloidea Dall, 1882 è una superfamiglia  di molluschi gasteropodi della sottoclasse Vetigastropoda.

## Descrizione
I membri di questa superfamiglia possono essere distinti per i loro muscoli del guscio indivisi (tranne Lepetellidae), pinnule branchiali secondarie o branchie ridotte; mancanza di ghiandole subpalliali; reni accoppiati; testicoli e ovaie separate con gonodotti ciliati, non ghiandolari; una radula con un dente rachidiano ben sviluppato e caratteristico; e statocisti con più statoconi. I membri di Lepetelloidea spaziano collettivamente dalle profondità sublitorali a quelle adali e abitano la gamma di substrati biogenici noti per supportare le patelle cocculiniformi.

## Tassonomia
La superfamiglia Lepetelloidea comprende 8 famiglie:
- Addisoniidae Dall, 1882
- Bathyphytophilidae Moskalev, 1978
- Caymanabyssiidae B. A. Marshall, 1986
- Cocculinellidae Moskalev, 1971
- Lepetellidae Dall, 1882
- Osteopeltidae B. A. Marshall, 1987
- Pseudococculinidae Hickman, 1983
- Pyropeltidae McLean & Haszprunar, 1987